# 유티카 데블스
| 유티카 데블스 | |
| 콘퍼런스      | |
| 디비전        | 사우스 디비전 (1987년~1993년) |
| 설립연도      | 1987년 |
| 해체연도      | 1993년 |
| 역사          | 메인 매리너스 (1977년~1987년) 유티카 데블스 (1987년~1993년) 세인트존스 플레임스 (1993년~2003년) 오마하 아크사벤 나이츠 (2005년~2007년) 쿼드시티 플레임스 (2007년~2009년) 애버츠퍼드 히트 (2009년~2014년) 애디론댁 플레임스 (2014년~2015년) 스톡턴 히트 (2015년~현재) |
| 경기장        | 유티카 메모리얼 오디토리엄 |
| 연고지        | 뉴욕주 유티카 |
| 상징색        | 초록, 빨강, 하양, 검정 |
| 구단주        | |
| 단장          | |
| 감독          | |
| NHL 제휴      | |
| ECHL 제휴     | |
| 정규시즌 우승 | |
| 콘퍼런스 우승 | |
| 디비전 우승   | |
| 칼더 컵       | |
| 영구 결번     | |

유티카 데블스(Utica Devils)는 미국 뉴욕주 유티카를 연고지로 하는 1987년부터 1993년까지 AHL 소속되었던 아이스 하키팀이다.
1993년 연고지를 뉴브런즈윅주 세인트존 (세인트존스 플레임스)로 이전했다.

## 역대 홈경기장
| 유티카 데블스              |               |          |               |      |
| 경기장                     | 사용기간      | 수용인원 | 장소          | 비고 |
| 유티카 메모리얼 오디토리엄 | 1987년~1993년 | 3,815명  | 뉴욕주 유티카 | 빈칸 |